# Židovský hřbitov ve Strážově
Židovský hřbitov ve Strážově leží východně od města při cestě odbočující cca v polovině silnice na Lukavici u křížku doprava do lesa.

## Historie
Pozemek na zřízení hřbitova obdrželi strážovští Židé od opalecké vrchnosti, někdejší majitelky okolních lesů i Smrkové hory, v jejímž svahu hřbitov leží, za což byli povinni odvádět poplatek na každý nově zřízený hrob. Za hrob pro dospělou osobu se platil 1 zlatý a za hrob pro dítě 30 krejcarů, po převodu území pod město strážov pak byla suma placena obci.
V roce 1928 byl strážovský židovský hřbitov zrušen a jeho pozemek byl v dokumentech zanesen jako lesní parcela města Strážova.

## Popis
Ke hřbitovu vede dosud patrná cesta prudce stoupající vzhůru do svahu, od roku 1917 osázená lipami. Místo u hřbitova na kraji lesa poskytuje pěkný výhled na město. Areál je obehnán kamennou ohradní zdí opatřenou pláty coby ochranou proti povětrnostním vlivům, nicméně je volně přístupný přes dřevěnou bránu opatřenou jen západkou. V rohu napravo od vchodu stávala márnice, stopy po ní však v areálu nezůstaly.
K pohřbům byl hřbitov využíván i obyvateli Běšin a Čachrova, jsou zde však i hroby obyvatel jiných obcí, např. Radinov, Kunkovic, Neznašov, Všerub i vzdálených Prášil. Dochovalo se zde kolem 250 náhrobních kamenů, přičemž poslední pohřeb (zemřelého Bedřicha Stádlera ze Strážova) zde proběhl roku 1925. Nápisy na náhrobních kamenech jsou hebrejské, německé i české.

## Související články

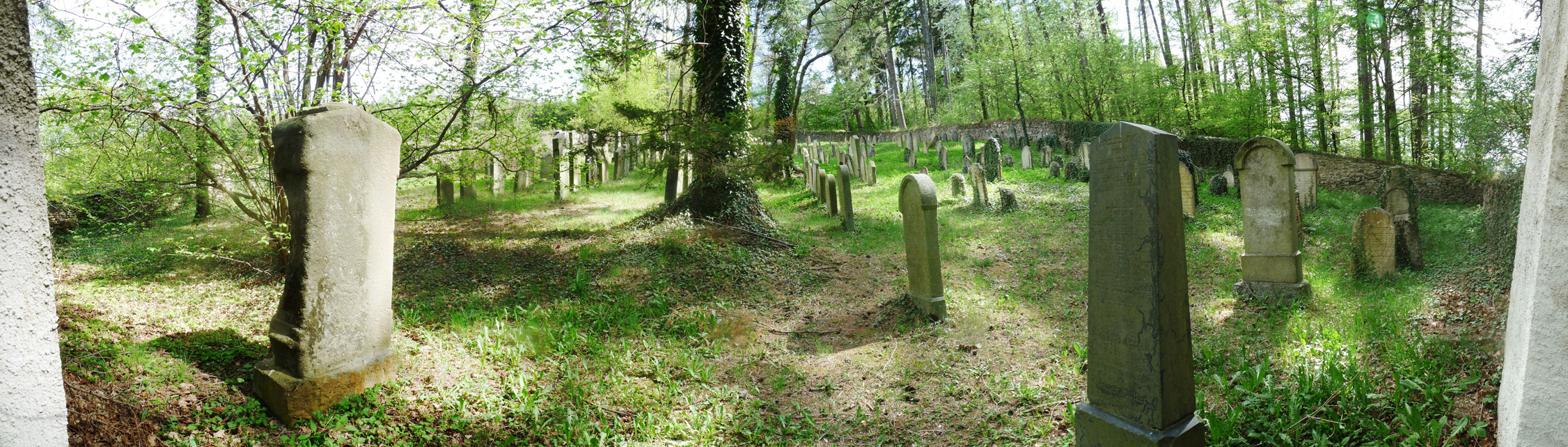
Pohled do areálu hřbitova

## Další židovské památky ve městě

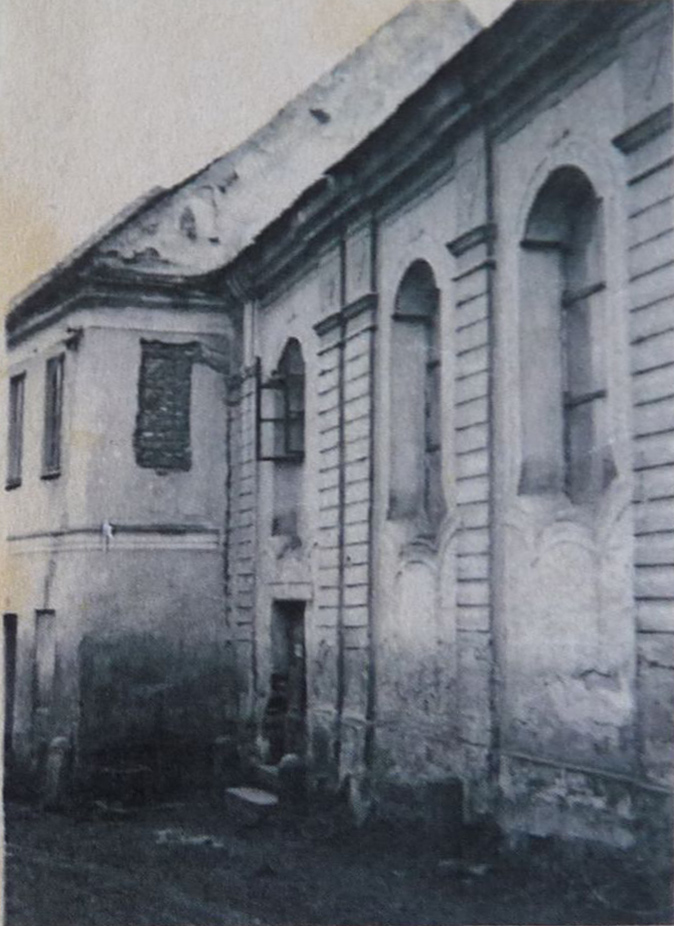
Fotografie zaniklé synagogy

Nejnovější synagoga z roku 1808 a sousedící židovská škola, č.p. 189 byly prodány soukromníkům, škola byla pronajata k obytným účelům a synagoga byla ještě ve 30. letech 20. století využita jako sklad. Budova sice do roku 1905 sloužila k bohoslužbám, nicméně v roce 1954 byla stržena a místo mezi domy č.p. 189 a 187, kde stávala, není dodnes zastavěno. Na místě je dnes viditelná pouze špička jednoho z patníků, které chránily zdi synagogy.
Kvůli postupnému vystěhovávání židovských obyvatel do měst místní židovská obec roku 1905 zcela zanikla, ve městě však zůstala bývalá židovská ulice a vzácně dochovaná budova rituální lázně u domu č.p. 25, jež je v současnosti využitá k chovatelským účelům.